# Chondrina tatrica
Chondrina tatrica is een slakkensoort uit de familie van de Chondrinidae. De wetenschappelijke naam van de soort is voor het eerst geldig gepubliceerd in 1948 door Lozek.
- Slowakije
- Roemenië[2]